# Gelosaïta
La gelosaïta és un mineral de la classe dels sulfats. Rep el nom en honor de Mario Gelosa (1947-2006), un col·leccionista de minerals italià de Port de Torres, Sardenya.

## Característiques
La gelosaïta és un molibdat de fórmula química BiMo6+(2-5x)Mo5+6xO₇(OH)·H₂O. Va ser aprovada com a espècie vàlida per l'Associació Mineralògica Internacional l'any 2009. Cristal·litza en el sistema monoclínic. La seva duresa a l'escala de Mohs és 3.
L'exemplar que va servir per a determinar l'espècie, el que es coneix com a material tipus, es troba conservat al Museu d'Història Natural de la Universitat de Pisa (Itàlia), amb el número de catàleg: 18910.

## Formació i jaciments
Va ser descoberta a Itàlia, concretament a la Punta de Su Seinargiu, a la localitat de Sarroch, dins la ciutat metropolitana de Cagliari (Sardenya). També ha estat descrita a Kingsgate, al comtat de Gough (Nova Gal·les del Sud, Austràlia). Aquests dos indrets són els únics de tot el planeta on ha estat descrita aquesta espècie mineral.